# Нуну Гомеш
Ну́ну Миге́л Суа́реш Пере́йра Рибе́йру (порт. Nuno Miguel Soares Pereira Ribeiro; род. 5 июля 1976, Амаранте), более известный как Ну́ну Го́меш (порт. Nuno Gomes) — португальский футболист, нападающий, известный по выступлениям за «Бенфику», «Фиорентину» и сборную Португалии. Участник чемпионатов мира 2002 и 2006, чемпионатов Европы 2000, 2004 и 2008, а также Олимпийских игр 1996 года в Атланте.

## Биография
Нуну Мигел Суареш Перейра Рибейру родился 5 июля 1976 года в Амаранте. С раннего возраста играл в футбол на улицах города. В возрасте 7-9 лет принимал участие в детских футбольных турнирах, в которых показывал высокую результативность, за что получил прозвище Гомеш — в честь Фернанду Гомеша, игрока «Порту» 1980-х годов, лучшего бомбардира чемпионата страны и двукратного обладателя «Золотой бутсы».

### Карьера в Португалии
Нуну Гомеш начал свою карьеру в «Боавиште». В 18 лет он дебютировал за основную команду в сезоне 1994/95. В следующем сезоне в составе команды нападающий стал обладателем Кубка Португалии. За два сезона португалец провел 79 матчей и забил 23 мяча. Успехи Гомеша не остались незамеченными, в 1997 году его трансфер выкупает «Бенфика».
Нуну Гомеш становится настоящей ударной силой «орлов», забивая 60 голов в 101 сыгранном матче чемпионата.

### «Фиорентина»
После удачного выступления на Евро-2000 Нуну Гомеш перебрался в итальянскую «Фиорентину» за 17 млн. €. В своем первом сезоне он помог «фиалкам» выиграть Кубок Италии, а также забил 13 мячей в 34 матчах во всех турнирах. Во втором сезоне у «Фиорентины» начались финансовые проблемы, и нападающий был вынужден искать себе новый клуб.

### Возвращение в «Бенфику»

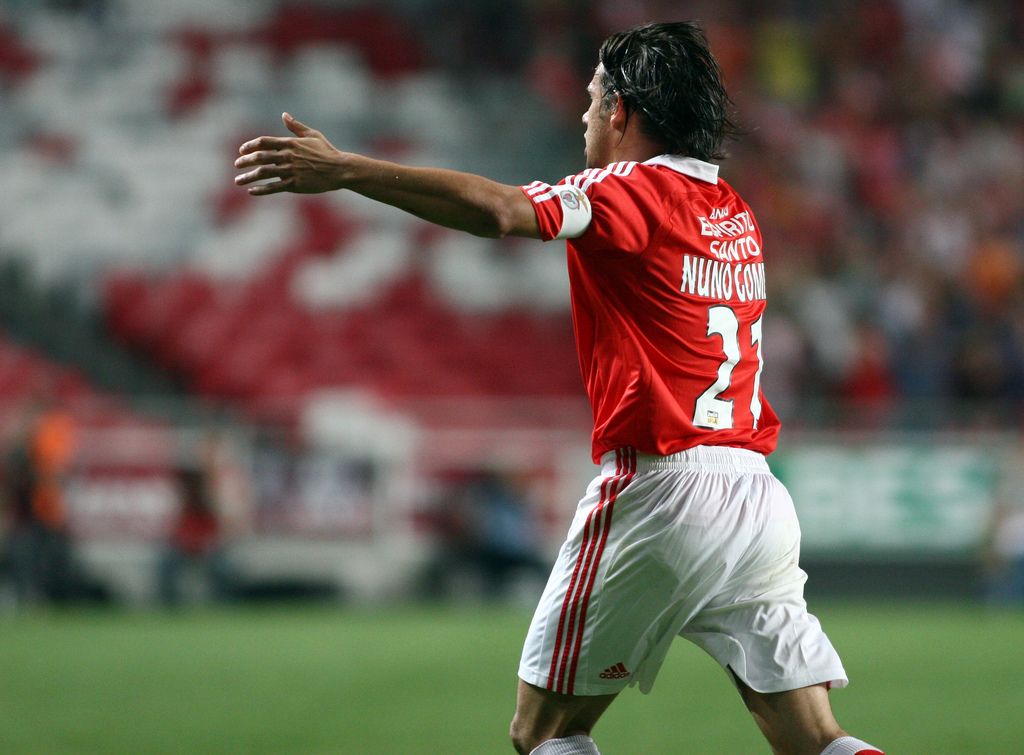
Нуну Гомеш в составе «Бенфики»

В 2002 году Нуну Гомеш возвратился в «Бенфику». В течение первых трёх сезонов нападающего преследовали травмы, поэтому он не мог показать былой результативности, но несмотря на это активно помогал своему клубу выигрывать новые трофеи. Свой лучший сезон Нуну Гомеш провёл в 2006 году, когда забил 15 мячей, в том числе дубль в ворота принципиальных соперников из «Порту» и хет-трик против «Униан Лейрии». По итогам сезона он занял второе место в списке бомбардиров чемпионата, а также забил «Витории» в финале португальского Супер Кубка.
В сезоне 2006/07 Гомеш столкнулся с жесткой конкуренцией за место в основе. Несмотря на это, он забил несколько важных мячей в чемпионате и Кубке Португалии. Летом 2007 года в «Бенфику» пришёл Оскар Кардосо, и шансы на попадание Нуну Гомеша в состав стали ещё более призрачными.
2 октября 2008 года в матче Кубка УЕФА против «Наполи» нападающий забил свой 150-й гол в форме «орлов». В июне 2009 года Бенфика подписала Хавьера Савиолу, и Нуну Гомеш стал игроком замены. В сезоне 2009/10 года он забил всего 3 гола в 13 матчах.
В новом сезоне 2010/11 34-летний нападающий получал ещё меньше игрового времени, но несмотря на это забивал в каждом втором матче. 14 ноября 2010 года Нуну Гомеш забил свой 200-й гол за «Бенфику» в матче против «Навала». Забитый мяч ветеран посвятил своему отцу, который умер в августе. В марте 2011 года Гомеш забил в трёх матчах подряд, выходя на замену в конце матчей.

### «Брага»
«Бенфика» не желала продлевать истекший контракт нападающего, и менее чем за месяц до своего 35-летия Нуну Гомеш получил статус свободного агента. Правда, «орлы» предложили ему занять одну из управленческих должностей в структуре клуба, но нападающий отказался. 30 июня 2011 года на правах свободного агента подписал однолетний контракт с «Брагой». 13 августа 2011 года Нуну Гомеш дебютировал за новый клуб в матче против «Риу Аве». 11 сентября того же года он забил свой первый гол за Брагу в поединке против «Жил Висенте».

### «Блэкберн Роверс»
1 июля 2012 года Нуну Гомеш подписал контракт с английским «Блэкберн Роверс», который по итогам сезона 2011/12 покинул Премьер-лигу. 18 августа 2012 года Гомеш дебютировал за новый клуб в матче против «Ипсвич Тауна», а 25 августа забил свой первый гол за команду в поединке против «Лидс Юнайтед». 1 сентября 2012 года 36-летний нападающий помог своему клубу добиться ничьей против «Лестер Сити», забив один из голов. 15 сентября гол Гомеша помог «Блекберну» добиться крупной победы над «Бристоль Сити», 5-3. 18 сентября в матче с «Барнсли», выйдя на замену на 75-й минуте, спустя 10 минут забил победный мяч в ворота соперника. Встреча завершилась со счетом 2:1 в пользу «Блэкберна». Летом 2013 года «Блекберн» расторг контракт с Гомешом по обоюдному согласию.

### После завершения карьеры футболиста
В апреле 2014 года Нуну Гомеш завершил игровую карьеру и получил в «Бенфике» должность советника президента по международным вопросам.

## Международная карьера
Нуну Гомеш начал выступать за национальные сборные разных возрастов с 15 лет, исправно забивая за каждую сборную. Он помог сборной страны занять третье место на молодёжном чемпионате мира 1995 года в Катаре, забив два гола в матче группового этапа против сборной Гондураса и два в матче за третье место против сверстников из Испании.
В 1996 году в составе олимпийской сборной Нуну Гомеш помог португальцам занять четвёртое место на Олимпийских играх в Атланте.

### Евро-2000
В возрасте 19 лет Нуну Гомеш дебютировал с основной сборной Португалии в товарищеском матче против сборной Франции. Свой первый гол за национальную команду он забил на чемпионате Европы в тяжелейшем поединке против сборной Англии, принеся ей победу 3:2. Гомеш также дважды отличился в матче против сборной Турции и забил гол будущим чемпионам, французам, закончив турнир с 4-мя голами и третьим местом среди лучших бомбардиров. В заключительном для португальцев поединке против французов нападающий заработал 8-месячную дисквалификацию за нападение на судью.

### Чемпионат мира 2002
В шести матчах отборочного раунда к чемпионату мира 2002 Гомеш забил 7 мячей, включая покер против сборной Андорры. На Чемпионате мира в Японии и Корее нападающий принял участие только в двух матчах, оба раза выходя на замену.
19 ноября 2003 года в товарищеском матче против сборной Кувейта Нуну Гомеш сделал хет-трик.

### Чемпионат Европы 2004
Наиболее удачным первенством для Гомеша получилось домашнее Евро, где сборная Португалии дошла до финала. Нападающий забил гол, выйдя на замену в матче против сборной Испании, и принёс своей команде победу с минимальным счётом. Лишь один матч он провел в основном составе в четвертьфинальном поединке против Англии, во всех остальных матчах выходил на замену.

### Чемпионат мира 2006
На чемпионат мира в Германию Нуну Гомеш поехал в качестве запасного нападающего, так как не до конца залечил травму. За весь чемпионат Нуну сыграл всего 44 минуты, выходя на замену в матчах против Мексики и Германии. В матче за третье место против немцев, в котором португальцы уступили 1:3, забил гол престижа.

### Чемпионат Европы 2008
После того, как Педру Паулета объявил об окончании карьеры, Нуну Гомеш стал его преемником в сборной страны. В отборочном турнире на чемпионат Европы 2008 он забил три гола. На первенство Европы нападающий поехал в качестве капитана национальной сборной. В четвертьфинале против сборной Германии Нуну Гомеш отметился голом, став четвёртым игроком в истории, забивавшим на трёх чемпионатах Европы.
После прихода в сборную Карлуша Кейроша Гомеш стал нечасто вызываться в национальную команду из-за отсутствия игровой практики в клубе. Нападающий принял участие только в четырёх из двенадцати матчей отборочного цикла чемпионата мира 2010, во всех выходя на замену. Нуну Гомеш не был включен в финальную заявку, Кейрош сделал выбор в пользу Угу Алмейды и Лиедсона.
7 октября 2011 года, после более чем двухлетнего перерыва в играх за сборную, 35-летний Гомеш был вызван в национальную команду на матч отборочного цикла чемпионата Европы 2012 против сборной Исландии, где вышел на замену вместо Элдера Поштиги. На финальный турнир в Польшу и Украину тренер сборной Паулу Бенту не взял ветерана из-за малого игрового времени, получаемого в клубе.

### Голы за сборную Португалии
| #   | Дата            | Место                                     | Противник   | Счёт | Результат | Соревнование                          |
| --- | --------------- | ----------------------------------------- | ----------- | ---- | --------- | ------------------------------------- |
| 01. | 12 июня 2000    | Филипс Стэдиум, Эйндховен, Нидерланды     | Англия      | 3:2  | 3:2       | Чемпионат Европы 2000                 |
| 02. | 24 июня 2000    | Амстердам АренА, Амстердам, Нидерланды    | Турция      | 0:1  | 0:2       | Чемпионат Европы 2000                 |
| 03. | 24 июня 2000    | Амстердам АренА, Амстердам, Нидерланды    | Турция      | 0:2  | 0:2       | Чемпионат Европы 2000                 |
| 04. | 28 июня 2000    | Стадион короля Бодуэна, Брюссель, Бельгия | Франция     | 1:0  | 1:2       | Чемпионат Европы 2000                 |
| 05. | 1 сентября 2001 | Камп ДеСпортс, Лерида, Андорра            | Андорра     | 0:1  | 1:7       | Чемпионат мира 2002 квалификация      |
| 06. | 1 сентября 2001 | Камп ДеСпортс, Лерида, Андорра            | Андорра     | 0:3  | 1:7       | Чемпионат мира 2002 квалификация      |
| 07. | 1 сентября 2001 | Камп ДеСпортс, Лерида, Андорра            | Андорра     | 1:5  | 1:7       | Чемпионат мира 2002 квалификация      |
| 08. | 1 сентября 2001 | Камп ДеСпортс, Лерида, Андорра            | Андорра     | 1:7  | 1:7       | Чемпионат мира 2002 отборочный турнир |
| 09. | 5 сентября 2001 | Антониос Пападопулос, Ларнака, Кипр       | Кипр        | 1:1  | 1:3       | Чемпионат мира 2002 квалификация      |
| 10. | 6 октября 2001  | Да Луж, Лиссабон, Португалия              | Эстония     | 2:0  | 5:0       | Чемпионат мира 2002 квалификация      |
| 11. | 6 октября 2001  | Да Луж, Лиссабон, Португалия              | Эстония     | 4:0  | 5:0       | Чемпионат мира 2002 квалификация      |
| 12. | 14 ноября 2001  | Жозе Алваладе, Лиссабон, Португалия       | Ангола      | 2:1  | 5:1       | Товарищеский матч                     |
| 13. | 14 ноября 2001  | Жозе Алваладе, Лиссабон, Португалия       | Ангола      | 4:1  | 5:1       | Товарищеский матч                     |
| 14. | 25 мая 2002     | Олимпийский комплекс Макао, Макао, Китай  | Китай       | 0:1  | 0:2       | Товарищеский матч                     |
| 15. | 19 ноября 2003  | Магальяйнш Пессоа, Лейрия, Португалия     | Кувейт      | 6:0  | 8:0       | Товарищеский матч                     |
| 16. | 19 ноября 2003  | Магальяйнш Пессоа, Лейрия, Португалия     | Кувейт      | 7:0  | 8:0       | Товарищеский матч                     |
| 17. | 19 ноября 2003  | Магальяйнш Пессоа, Лейрия, Португалия     | Кувейт      | 8:0  | 8:0       | Товарищеский матч                     |
| 18. | 28 апреля 2004  | Сьюдад-де-Коимбра, Коимбра, Португалия    | Швеция      | 2:2  | 2:2       | Товарищеский матч                     |
| 19. | 29 мая 2004     | Мунишипал Агеда, Агеда, Португалия        | Люксембург  | 2:0  | 3:0       | Товарищеский матч                     |
| 20. | 5 мая 2004      | Эстадио де Бонфим, Сетубал, Португалия    | Латвия      | 3:1  | 4:1       | Товарищеский матч                     |
| 21. | 20 июня 2004    | Жозе Алваладе, Лиссабон, Португалия       | Испания     | 0:1  | 0:1       | Чемпионат Европы 2004                 |
| 22. | 26 марта 2005   | Эстадио де Барселуш, Барселуш, Португалия | Канада      | 4:1  | 4:1       | Товарищеский матч                     |
| 23. | 8 октября 2005  | Муниципал де Авейру, Авейру, Португалия   | Лихтенштейн | 2:1  | 2:1       | Чемпионат мира 2006 квалификация      |
| 24. | 8 июля 2006     | Мерседес-Бенц-Арена, Штутгарт, Германия   | Германия    | 3:1  | 3:1       | Чемпионат мира 2006                   |
| 25. | 6 сентября 2006 | Олимпийский стадион, Хельсинки, Финляндия | Финляндия   | 1:1  | 1:1       | Чемпионат Европы 2008 квалификация    |
| 26. | 11 октября 2006 | Шлёнски, Хожув, Польша                    | Польша      | 2:1  | 2:1       | Чемпионат Европы 2008 квалификация    |
| 27. | 24 марта 2007   | Жозе Алваладе, Лиссабон, Португалия       | Бельгия     | 1:0  | 4:0       | Чемпионат Европы 2008 квалификация    |
| 28. | 26 марта 2008   | Эсприт Арена, Дюссельдорф, Германия       | Греция      | 1:2  | 1:2       | Товарищеский матч                     |
| 29. | 19 июня 2008    | Санкт-Якоб Парк, Базель, Швейцария        | Германия    | 1:2  | 1:3       | Чемпионат Европы 2008                 |

## Личная жизнь
- Первая жена — Исмерия Гомеш

дочь Лаура (род. 6 августа 1999)
- Вторая жена (с июля 2006 г.) — Патрисия Агилар, юрист

сын (род. 4 июля 2010)
Также у Гомеша есть младший брат Тьягу (род. 7 апреля 1981), который тоже занимался футболом.

## Достижения

### Командные
«Бенфика»
- Чемпион Португалии (2): 2004/2005, 2009/2010
- Обладатель Кубка Португалии (2): 1996/1997, 2003/2004
- Обладатель Кубка португальской лиги (2): 2008/2009, 2009/2010
- Обладатель Суперкубка Португалии: 2005
- Итого: 7 трофеев

«Фиорентина»
- Обладатель Кубка Италии: 2000/2001
- Итого: 1 трофей

Сборная Португалии
- Серебряный призёр чемпионата Европы: 2004
- Полуфиналист (3-4 места) чемпионата Европы: 2000
- Полуфиналист (4-е место) чемпионата мира: 2006

### Личные
- Входит в состав символической сборной чемпионата Европы 2000